# Notre-Dame-de-Riez
Notre-Dame-de-Riez település Franciaországban, Vendée megyében. Lakosainak száma 2179 fő (2022. január 1.). Notre-Dame-de-Riez Commequiers, Le Fenouiller, Saint-Hilaire-de-Riez és Soullans községekkel határos.

## Népesség
A település népességének változása:
| Lakosok száma | 1984 | 2043 | 2101 | 2099 | 2128 | 2156 | 2162 | 2161 | 2179 |
|               | 2013 | 2015 | 2016 | 2017 | 2018 | 2019 | 2020 | 2021 | 2022 |